# 歷任教宗 (宗座牧函)
《歷任教宗》（拉丁語：Summorum Pontificum）是教宗本篤十六世在2007年7月7日時以自動手諭的形式所發布的宗座牧函。
其目的是為了維護那些熱愛傳統拉丁語彌撒的信眾的權益，對於傳統拉丁彌撒的採行以及各地主教對於其轄下信徒懇求此類彌撒的情形之應對提供原則性的規範。此外也將維護牧函所訂立的規定之施行的管理職責委託給「天主的教會」宗座委員會。
該牧函擴張了教宗若望·保祿二世在1984年核准聖事部發布的《四年至今》中對於採用教宗若望二十三世的於1962年所核准的採用拉丁語的《羅馬彌撒經書》的允許，原先若望·保祿二世把採行此一早於梵蒂岡第二屆大公會議的彌撒經本作為答覆那些懷念禮儀改革前的傳統拉丁彌撒的教會成員之請求的方案。並將核准採行此經本的決策權保留給各教區主教。而《歷任教宗》牧函則將採行此一彌撒經本的權力開放給所有司鐸，只要他沒受到處罰禁止舉行聖事。此外在規範第五條中則將在各堂區舉行採該經本的彌撒的舉行之核准權交給各堂區的主任司鐸，由需要傳統彌撒的信徒團體作為請求人，若是無法獲得主任司鐸的同意也能向教區主教徵求舉行的權益。
該牧函還附有一封教宗本篤十六世為說明發布此牧函之因由而向各教區主教所寫的公開信。文中說明此牧函並未推翻梵二的禮儀革新，而只是為了保留傳統拉丁彌撒此一富有價值的禮儀以及維護熱愛此一傳統的信徒團體的權益。並表示教宗保祿六世基於梵二改革而核准的彌撒經書依然是一般舉行彌撒時的用書。

## 簡介

### 名稱
《歷任教宗》這一名稱也是取自文中的首二個詞作為此一牧函的名稱的。其拉丁原名「Summorum Pontificum」則是教宗頭銜中的「Summus Pontifex」的複數。

### 摘要
該牧函開頭先簡述了歷代教宗對於羅馬禮儀的維護和改革，並介紹了教宗庇護五世基於脫利騰大公會議的結果而進行校正的《羅馬彌撒經本》，還有教宗保祿六世基於梵蒂岡第二屆大公會議的禮儀改革而允許修訂，並由教宗若望保祿二世所確立的現行通用的1970年版《羅馬彌撒經本》。並說明為了那些懷念梵二以及保祿六世推行改革前的傳統拉丁彌撒的信眾，若望·保祿二世曾經透過聖事部發布的《四年至今》，以及他自身以自動手諭的形式發布的《天主的教會》等文件允許上述團體採行梵二前由教宗若望二十三世在1962年批准出版的《羅馬彌撒經本》，作為回應那些群眾的要求的回應。接著並說明基於這些背景以及樞機團的建議，因此本篤十六世才以本牧函為了採行此1962版彌撒經本訂立原則性的規範。
在第一條他以祈禱律的通常表達形式稱呼現行版《羅馬彌撒經本》．並以祈禱律的特殊表達形式稱呼若望二十三世發布的1962年版《羅馬彌撒經本》。並說明原由《四年至今》和《天主的教會》訂下的對於1962年版《羅馬彌撒經本》將由該牧函提出的新規範取代。而第二條就直接將原託給各地區主教決定授予的1962年版《羅馬彌撒經本》使用權，直接開放給所有拉丁禮中沒有因故被罰禁止行使禮儀的司鐸。
第三條到第六條則詳述在有信徒在場的時候舉行此特殊彌撒的規範，如在修會和使徒生活團若要經常舉行則由其團體的長上基於教律或其組織規範考量。而在一般堂區若有信徒團體對此特殊彌撒有需求，則應向堂區主任神父請求舉行。並且說明在舉行此類彌撒時也能採行當地語言來讀經，只是所讀經本需要是教會認可的版本。
第七條到第十條則為主教管理相關事宜提供準則。若前述信徒團體無法從堂區主任神父那獲得幫助，則可向教區主教請求協助。而主教也能向「天主的教會」宗座委員會請求相關的協助。其中第九條額外規範了若是堂區主任神父或是教區教長覺得有必要也能採用舊式的拉丁經本來舉行聖洗、和好、婚配以及病人傅油等聖事，而教區教長也能決定是否開放同類的經本進行堅振聖事。第十條則允許地方教會視情況可在教區內建立專為傳統拉丁彌撒的屬人堂區。
第十一條與十二條則賦予「天主的教會」宗座委員會權限來監督上述條款的實行。

## 附錄信件的摘要
書信開頭向該附錄公開信的受文者——普世天主教的主教們問好，並說明此公開信的目的是為了向對該牧函有所疑慮者澄清誤會。
文中把對該牧函的誤解分成兩類並分開說明：
第一類是質疑該牧函會介入梵蒂岡第二屆大公會議的決議，使該會議的禮儀改革遭到削弱。對此教宗本篤十六世聲明由教宗保祿六世在1970年基於梵二而推行的經本依然是教會採行彌撒時的基本形式，而由教宗若望二十三世在1962年所發布的傳統彌撒經本是作為特殊形式而保留。因此並不會牴觸1970年本的價值。
此外他也說明了1962年經本並未遭到限制過，只是在推行改革後被擱置。並且引用其前任教宗若望·保祿二世為了向聖庇護十世司鐸兄弟會伸出友誼之手的例子，說明開放採用此經本的原因。並且說明其實在現狀看來，除了聖庇護十世司鐸兄弟會等團體的老一輩追隨者外，在年輕一輩的信徒中亦有對於此一傳統彌撒的支持之聲的出現。因此亦有必要對於沒有預料到這點而發布的《天主的教會》牧函作出補充，已協助各地主教作出評估與處置。
第二類則是擔心1962年版的經本的採行若是擴大則會對於各地教會的新舊彌撒支持者間造成衝突，甚至造成分裂的結果。本篤十六世則認為這只是杞人憂天，因為現實看來1962年版對於彌撒主祭者的限制較高，需要對於所用到的拉丁文有所認識才行，因此難以撼動1970版的地位。再來對於熱愛傳統拉丁語彌撒者的需求，理因獲得照顧。此外若要對於1962年版本加入如新祝聖的聖人的敬禮詞等隨時間本該加入的元素，則由「天主的教會」宗座委員會負責而不須擔憂分隔的問題。
他也強調，之所以有必要為1988年時對傳統彌撒的規範作補齊，主要原因正是要彌補與各個自梵二以來因熱愛傳統彌撒而導致分離的團體與教會間的裂痕。並且說明維護傳統彌撒的司鐸們也不可以就此對新式彌撒完全的隔絕。
文章最後再度聲明此一牧函並未侵犯各地主教對於轄區內的禮儀的管理權。並且邀請各地主教在該牧函發布後三年對於這段期間實行上所遇到的問題作出建議，藉此方便在那時作出更改。